# Copa Sudamericana
Copa Sudamericana (pronunție în spaniolă [ˈkopa suðameɾiˈkana]; în portugheză Copa Sul-Americana; pronunție în portugheză [ˈkɔpɐ ˈsuw ɐmeɾiˈkɐnɐ]), cunoscută în prezent ca CONMEBOL Sudamericana din motive de sponsorizare, este o competiție fotbalistică sud-americană anuală organizată de CONMEBOL începând cu 2002. Este cea de-a două competiție inter-club după prestigiu și valoare din America de Sud. Între 2004 și 2008 au fost invitate inclusiv cluburi din zona CONCACAF să participe la competiție. Copa Sudamericana a fost fondată în 2002, înlocuind două competiții separate Copa Merconorte și Copa Mercosur (care anterior a înlocuit Copa CONMEBOL) cu o singură competiție. De la introducerea sa, competiția a avut un format pur eliminatoriu cu un număr de runde și echipe ce varia de la an la an.

## Rezultate
| Finala | Câștigătoare | Scor | Finalistă | Finala | Câștigătoare | Scor | Finalistă |
| ------ | ------------ | ---- | --------- | ------ | ------------ | ---- | --------- |

| 2024 | Racing Club   | 3 - 1 | Cruzeiro          | 2025 |                 |       |              |
| 2022 | Del Valle     | 2 - 0 | São Paulo         | 2023 | LDU Quito       | 1 - 1 | Fortaleza    |
| 2020 | Defensa⁠(d)    | 3 - 0 | Lanús             | 2021 | Athletico PR    | 1 - 0 | Bragantino   |
| 2018 | Athletico PR  | 2 - 2 | Atletico Junior   | 2019 | Del Valle       | 3 - 1 | Colón        |
| 2016 | Chapecoense   |       | Atlético Nacional | 2017 | Independiente   | 3 - 2 | Flamengo     |
| 2014 | River Plate   | 3 - 1 | Atlético Nacional | 2015 | Santa Fe        | 0 - 0 | Huracán      |
| 2012 | São Paulo     | 2 - 0 | Tigre             | 2013 | Lanús           | 3 - 1 | Ponte Preta  |
| 2010 | Independiente | 3 - 3 | Goias             | 2011 | U de Chile      | 4 - 0 | LDU Quito    |
| 2008 | Internacional | 2 - 1 | Estudiantes       | 2009 | LDU Quito       | 5 - 4 | Fluminense   |
| 2006 | Pachuca       | 3 - 2 | Colo-Colo         | 2007 | Arsenal Sarandí | 4 - 4 | Club América |
| 2004 | Boca Juniors  | 2 - 1 | Club Bolívar      | 2005 | Boca Juniors    | 2 - 2 | Pumas        |
| 2002 | San Lorenzo   | 4 - 0 | Atlético Nacional | 2003 | Cienciano       | 4 - 3 | River Plate  |

## Câștigători și Finaliști
| Argentina         |          |                          |           |                         |              |
| Club Sportiv      | Campioni | Anii în care au câștigat | Finaliști | Anii în care au pierdut | Total finale |
| ----------------- | -------- | ------------------------ | --------- | ----------------------- | ------------ |
| Boca Juniors      | 2        | 2004, 2005               | -         |                         | 2            |
| Independiente     | 2        | 2010, 2017               | -         |                         | 2            |
| Lanús             | 1        | 2013                     | 1         | 2020                    | 2            |
| River Plate       | 1        | 2014                     | 1         | 2003                    | 2            |
| San Lorenzo       | 1        | 2002                     | -         |                         | 1            |
| Arsenal Sarandí   | 1        | 2007                     | -         |                         | 1            |
| Defensa⁠(d)        | 1        | 2020                     | -         |                         | 1            |
| Racing Club       | 1        | 2024                     | -         |                         | 1            |
| Estudiantes       | -        |                          | 1         | 2008                    | 1            |
| Tigre             | -        |                          | 1         | 2012                    | 1            |
| Huracán           | -        |                          | 1         | 2015                    | 1            |
| Colón             | -        |                          | 1         | 2019                    | 1            |
| Brazilia          |          |                          |           |                         |              |
| Athletico PR      | 2        | 2018, 2021               | -         |                         | 2            |
| São Paulo         | 1        | 2012                     | 1         | 2022                    | 2            |
| Internacional     | 1        | 2008                     | -         |                         | 1            |
| Chapecoense       | 1        | 2016                     | -         |                         | 1            |
| Fluminense        | -        |                          | 1         | 2009                    | 1            |
| Goias             | -        |                          | 1         | 2010                    | 1            |
| Ponte Preta       | -        |                          | 1         | 2013                    | 1            |
| Flamengo          | -        |                          | 1         | 2017                    | 1            |
| Bragantino        | -        |                          | 1         | 2021                    | 1            |
| Fortaleza         | -        |                          | 1         | 2023                    | 1            |
| Cruzeiro          | -        |                          | 1         | 2024                    | 1            |
| Ecuador           |          |                          |           |                         |              |
| LDU Quito         | 2        | 2009, 2023               | 1         | 2011                    | 3            |
| Del Valle         | 2        | 2019, 2022               | -         |                         | 2            |
| Columbia          |          |                          |           |                         |              |
| Santa Fe          | 1        | 2015                     | -         |                         | 1            |
| Atlético Nacional | -        |                          | 3         | 2002, 2014, 2016        | 3            |
| Atlético Junior   | -        |                          | 1         | 2018                    | 1            |
| Mexic             |          |                          |           |                         |              |
| Pachuca           | 1        | 2006                     | -         |                         | 1            |
| Pumas             | -        |                          | 1         | 2005                    | 1            |
| Club América      | -        |                          | 1         | 2007                    | 1            |
| Chile             |          |                          |           |                         |              |
| U de Chile        | 1        | 2011                     | -         |                         | 1            |
| Colo-Colo         | -        |                          | 1         | 2006                    | 1            |
| Peru              |          |                          |           |                         |              |
| Cienciano         | 1        | 2003                     | -         |                         | 1            |
| Bolivia           |          |                          |           |                         |              |
| Club Bolívar      | -        |                          | 1         | 2004                    | 1            |

## Titluri
| Țară      | Campioni | Vice-campioni | Total |
| --------- | -------- | ------------- | ----- |
| Argentina | 10       | 6             | 16    |
| Brazilia  | 5        | 8             | 13    |
| Ecuador   | 4        | 1             | 5     |
| Columbia  | 1        | 4             | 5     |
| Mexic     | 1        | 2             | 3     |
| Chile     | 1        | 1             | 2     |
| Peru      | 1        | 0             | 1     |
| Bolivia   | 0        | 1             | 1     |

## Vezi și
- Copa Libertadores
- Copa América
- Recopa Sudamericana
- Supercopa Sudamericana